# 캣천제머
캣천제머(Katzenjammer)는 노르웨이의 음악 그룹이다.